# ドニー・ファン・デ・ベーク
ドニー・ファン・デ・ベーク（Donny van de Beek; [dɔniː vɑn də beːk], 1997年4月18日 - ）は、オランダ・ヘルダーラント州ネイケルク出身のサッカー選手。ジローナFC所属。オランダ代表。ポジションはミッドフィールダー。

## 略歴

### クラブ
2015年よりアヤックスのトップチームに昇格してプロデビューを果たす。
2019年5月、UEFAチャンピオンズリーグ 2018-19準決勝・1stレグのトッテナム戦では決勝ゴールを決める活躍をした。
2020年9月2日、マンチェスター・ユナイテッドFCへ移籍することが発表された。契約は1年の延長オプション付きの5年。背番号は34番で、この背番号はアヤックス時代のチームメイトであり友人でもあり、現在脳の損傷を負って闘病中のアブドゥルハーク・ヌーリの背番号である。9月19日、クリスタル・パレス戦で移籍後初得点を記録した。しかし、プレミアリーグでのプレーに馴染むことはできず、リーグ戦19試合の出場に終わった。翌シーズンはわずか8試合の出場に終わるなど、不本意なシーズンとなった。ファン・デ・ベークの代理人は、練習に遅刻してきたポール・ポグバが謝罪したのみで許されチームに復帰した現状に対して不満を漏らすなど、自身のユナイテッドからに扱いに対して疑問を呈していた。
2022年1月31日、エヴァートンFCへのローン移籍が発表された。エヴァートンでは、プレミアリーグで7試合に出場した。
2022-23シーズンは、ユナイテッドの監督に恩師のエリック・テン・ハフが就任したことに伴い、ユナイテッドに復帰した。
2024年1月1日、アイントラハト・フランクフルトに買取オプション付きのレンタルで移籍した。
2024年7月11日、ジローナFCへの移籍が決定。契約は2028年6月30日までの4年間。

### 代表
2017年11月、オランダ代表としてルーマニア戦で途中出場し、A代表デビューした。2021年、ユーロ2020を戦う代表チームのメンバーに選出されていたが、怪我で代表を離脱した。

## 人物
- 2020年より元オランダ代表のデニス・ベルカンプの娘・エステルと交際、事実婚状態にある[11]。

## 個人成績
2018年2月18日現在
| クラブ                       | シーズン | リーグ           | リーグ戦 | リーグ戦 | カップ戦 | カップ戦 | リーグ杯 | リーグ杯 | 国際大会 | 国際大会 | その他 | その他 | 合計 | 合計 |
| クラブ                       | シーズン | リーグ           | 出場     | 得点     | 出場     | 得点     | 出場     | 得点     | 出場     | 得点     | 出場   | 得点   | 出場 | 得点 |
| ---------------------------- | -------- | ---------------- | -------- | -------- | -------- | -------- | -------- | -------- | -------- | -------- | ------ | ------ | ---- | ---- |
| アヤックス                   | 2015-16  | エールディヴィジ | 8        | 0        | 0        | 0        | -        | -        | 2        | 1        | 0      | 0      | 10   | 1    |
| アヤックス                   | 2016-17  | エールディヴィジ | 19       | 0        | 2        | 0        | -        | -        | 11       | 0        | 0      | 0      | 32   | 0    |
| アヤックス                   | 2017-18  | エールディヴィジ | 34       | 11       | 1        | 0        | -        | -        | 4        | 2        | 0      | 0      | 39   | 13   |
| アヤックス                   | 2018-19  | エールディヴィジ | 34       | 9        | 5        | 4        | -        | -        | 18       | 4        | 0      | 0      | 57   | 17   |
| アヤックス                   | 2019-20  | エールディヴィジ | 23       | 8        | 3        | 0        | -        | -        | 10       | 2        | 1      | 0      | 37   | 10   |
| アヤックス                   | 通算     | 通算             | 118      | 28       | 11       | 4        | -        | -        | 45       | 9        | 1      | 0      | 175  | 41   |
| マンチェスター・ユナイテッド | 2020-21  | プレミアリーグ   | 19       | 1        | 4        | 0        | 4        | 0        | 9        | 0        | 0      | 0      | 36   | 1    |
| マンチェスター・ユナイテッド | 通算     | 通算             | 19       | 1        | 4        | 0        | 4        | 0        | 9        | 0        | 0      | 0      | 36   | 1    |
| 総通算                       | 総通算   | 総通算           | 137      | 29       | 15       | 4        | 4        | 0        | 54       | 9        | 1      | 0      | 211  | 42   |

| クラブ             | シーズン | リーグ                 | リーグ戦 | リーグ戦 | 合計 | 合計 |
| クラブ             | シーズン | リーグ                 | 出場     | 得点     | 出場 | 得点 |
| ------------------ | -------- | ---------------------- | -------- | -------- | ---- | ---- |
| ヨング・アヤックス | 2014-15  | エールステ・ディヴィジ | 6        | 0        | 6    | 0    |
| ヨング・アヤックス | 2015-16  | エールステ・ディヴィジ | 13       | 2        | 13   | 2    |
| ヨング・アヤックス | 2016-17  | エールステ・ディヴィジ | 16       | 6        | 16   | 6    |
| 総通算             | 総通算   | 総通算                 | 35       | 8        | 35   | 8    |

## タイトル
アヤックス・アムステルダム
- エールディヴィジ 2018-19
- KNVBカップ 2018-19
- ヨハン・クライフ・スハール：2019

## 代表歴

### 出場大会
- オランダ代表
  - 2018年 - UEFAネーションズリーグ2018-19

### 試合数
- 国際Aマッチ 16試合0得点（2017年 - ）

| オランダ代表 | 国際Aマッチ | 国際Aマッチ |
| 年           | 出場        | 得点        |
| ------------ | ----------- | ----------- |
| 2017         | 7           | 0           |
| 2018         | 4           | 0           |
| 2019         | 5           | 0           |
| 通算         | 16          | 0           |